# Potony
Potony (kroatisch Potonja) ist eine ungarische Gemeinde im Kreis Barcs im Komitat Somogy. Gut ein Drittel der Bewohner zählt zur Volksgruppe der Kroaten.

## Geografische Lage
Potony liegt 14,5 Kilometer südöstlich der Kreisstadt Barcs, vier Kilometer vom linken Ufer des Flusses Dráva entfernt, der die Grenze zu Kroatien bildet, im Duna-Dráva-Nationalpark. Nachbargemeinden sind Kastélyosdombó, Tótújfalu, Zádor und Lakócsa.

## Geschichte
Im Jahr 1913 gab es in der damaligen Kleingemeinde 62 Häuser und 781 Einwohner auf einer Fläche von 2042 Katastraljochen. Sie gehörte zu dieser Zeit zum Bezirk Barcs im Komitat Somogy.

## Sehenswürdigkeiten
- Duna-Dráva-Nationalpark
- Große Eiche am Ortsrand, die auch im Wappen der Gemeinde zu finden ist
- Naturschutzgebiet Lugi-erdő, südlich des Ortes gelegen
- Römisch-katholische Kirche Magyarok Nagyasszonya, erbaut 1937–1939, mit bemalter Kassettendecke

## Verkehr
Durch Potony verläuft die Landstraße Nr. 5804, von der die Nebenstraße Nr. 58163 in Richtung Süden nach Tótújfalu abzweigt. Es bestehen Busverbindungen über Kastélyosdombó, Drávagárdony, Drávatamási und Darány nach Barcs sowie über Tótújfalu, Lakócsa und Szentborbás nach Felsőszentmárton. Der nächstgelegene Bahnhof befindet sich nordwestlich in Darány. Durch den Ort führt der Fahrradweg EuroVelo 13.